# Charles Saunders (amiral)
Pour les articles homonymes, voir Charles Saunders et Saunders.
Charles Saunders (vers 1715 – 7 décembre 1775), est un officier de marine britannique du XVIIIe siècle. Il est amiral dans la Marine Royale britannique pendant la guerre de Sept Ans, et plus tard Premier Lord de l'Amirauté.
Il commanda la flotte qui amena James Wolfe à Québec en 1759. Il assura définitivement la victoire après la mort du général, à la bataille des plaines d'Abraham.
De 1750 à 1754, il est Member of Parliament du port de Plymouth Devon (la plus grande base de la Royal Navy) et représenta ensuite Hedon, un bourg du Yorkshire, de 1754 jusqu'à sa mort, en commun avec Peter Denis.
Le cap Saunders, sur la côte d'Otago en Nouvelle-Zélande, a été ainsi appelé en son honneur par le capitaine James Cook, qui avait servi sous Saunders au Canada.

## Sources
- (en) Cet article est partiellement ou en totalité issu de l’article de Wikipédia en anglais intitulé « Charles Saunders (Royal Navy officer) » (voir la liste des auteurs).